# Jorge Río
Jorge Río (San Isidro, Buenos Aires, 28 de junio de 1954) es un exfutbolista argentino que se desempeñaba como delantero. Se destacó en Tigre durante los años 1970 y 1980.

## Historia
Lulú Río surgió de las divisiones inferiores de Tigre, donde realizó su debut en el primer equipo el 18 de agosto de 1973, en un encuentro ante Almirante Brown. Habilidoso, rápido, con buena pegada en tiros libres y gran definición en los mano a mano, supo hacer grandes duplas ofensivas con Raúl de la Cruz Chaparro y Edgardo Luis Paruzzo.
En la entidad de Victoria jugó entre 1973 y 1978, teniendo su segunda etapa en 1980 hasta 1985, habiendo disputado un total de 228 partidos, convirtiendo 38 goles. Se ubica décimo entre los jugadores con mayores presencias con la camiseta del Matador.
También supo vestir los colores de Comunicaciones, Boca Juniors, All Boys y Estudiantes de Buenos Aires.

## Trayectoria
| Club                        | País      | Período   |
| --------------------------- | --------- | --------- |
| Tigre                       | Argentina | 1973-1975 |
| Comunicaciones              | Argentina | 1975      |
| Tigre                       | Argentina | 1976-1978 |
| Boca Juniors                | Argentina | 1978      |
| All Boys                    | Argentina | 1979      |
| Tigre                       | Argentina | 1980-1985 |
| Estudiantes de Buenos Aires | Argentina | 1986      |